# George W. Hayward
Ne doit pas être confondu avec George Hayward.
Pour les articles homonymes, voir Hayward.
George Jonas Whitaker Hayward, né le 9 juin 1839 à Headingley Hall (Leeds) et mort assassiné le 18 juillet 1870 dans la Darkot Pass (en), est un explorateur britannique.

## Biographie
Il est le fils de George Hayward, un agent foncier travaillant pour le comte de Cardigan dans la région de Leeds et d'Eleanora Whitaker. Sa mère meurt vers sa sixième année. Il fait ses études à la Forest School dans le nord de Londres. En 1859, il devient enseigne dans l'armée britannique et est stationné à Multan, en Inde (aujourd'hui au Pakistan) avec le 89th Regiment of Foot. En 1863, il achète une commission et devient lieutenant. Il est ensuite muté au régiment des Cameron Highlanders en 1864. Il vend sa commission en 1865 et quitte l'armée britannique.
Revenu en Angleterre en 1868, il contacte Henry Rawlinson, vice-président de la Royal Geographical Society et tente de se faire engager comme explorateur en Asie centrale et dans l'ouest de l'Himalaya. Il réussit et reçoit 300 £, du matériel d'arpentage, des instruments de cartographie et des instructions pour tenter d'atteindre et d'arpenter les montagnes du Pamir, alors non cartographiées. Il devient ainsi le seul explorateur financé par la Royal Geographical Society pendant le « Grand Jeu ».
L'époque à laquelle Hayward opère est celle de l'expansion des empires en Asie centrale. Au sud, l'Empire britannique, basé en Inde, consolide et étend ses positions au nord. Au nord, l'Empire russe étend son territoire vers le sud en direction des « mers chaudes ». La zone entre les deux empires se réduit rapidement, et des agents et explorateurs clandestins sont envoyés pour cartographier cette région inconnue du monde pleine de tribus n'obéissant à aucune autorité étatique, de dirigeants considérés à l'époque comme des despotes meurtriers et de certains des obstacles naturels les plus redoutables et les plus difficiles de la Terre.
Bien que la Royal Geographical Society soit strictement apolitique, Rawlinson est également membre du Conseil de l'Inde et un russophobe connu. Pour cette raison, il a souvent été suggéré qu'il a pu avoir des motivations politiques pour encourager les explorations de Hayward.
La mission officielle confié par la Royal Geographical Society à Hayward est d'explorer le Pamir, ses routes et ses approches. Les autorités lui ayant interdit de s'approcher du Pamir via la frontière du nord-ouest, il se rend au Ladakh et ensuite en Kasgharie avec l'intention de se rendre au Pamir depuis cette région.
Un autre Anglais, Robert Barkley Shaw, oncle de Francis Younghusband, effectue en même temps un voyage similaire à Yarkand et Kachgar. Shaw semble avoir été mécontent de la présence de Hayward, et, bien qu'ils se trouvent souvent à quelques centaines de mètres l'un de l'autre, ils ne se rencontrent qu'une seule fois au début de leur approche en Kasgharie, puis de nouveau plusieurs mois plus tard.
Retenu à la frontière en attendant de recevoir l'autorisation de passer en Kasgharie, Hayward échappe à ses gardes et passe 20 jours à explorer et à cartographier le cours du Yarkand.
De son côté, Shaw atteint la Kasgharie en décembre 1868 après avoir envoyé des émissaires annonçant son arrivée et en emportant avec lui des cadeaux pour Yakub Beg. Ce dernier vient de s'établir à la tête de la Kasgharie après que les Chinois en ont été chassés par la révolte des Dounganes (1862-1877). Quelques semaines après l'arrivée de Shaw, il est rejoint par Hayward. Celui-ci n'a envoyé aucun émissaire et n'a aucun cadeau, mais il a convaincu les gardes-frontières qu'il était avec Shaw, ce qui contrarie celui-ci, qui espérait que Hayward reste bloqué à la frontière.
À Yarkand, Hayward et Shaw sont assignés à résidence séparément. Après un certain temps, Shaw est autorisé à se rendre à Kachgar pour rencontrer Yakub Beg. Après un accueil chaleureux, Shaw est finalement de nouveau en résidence surveillée. Quelques semaines plus tard, Hayward arrive à Kachgar et y est également assigné à résidence. Les deux peuvent communiquer périodiquement en se passant des notes secrètes.
Aucun des deux hommes ne le sait alors, mais ils étaient détenus pendant que Yakub Beg attendait la réponse de son émissaire envoyé en Russie. Aucune réponse ne venant de Russie, Shaw est de nouveau autorisé à avoir une audience avec le roi. Il est ensuite libre de rentrer chez lui, ce qui lui permet d'organiser la libération de Hayward ainsi que celle de Mirza Shuja, un autre expert explorant la région pour la Grande-Bretagne.
Pour son exploration des montagnes du Kunlun et du Karakoram, et de la route du Yarkand lors de son approche de la Kasgharie, Hayward reçoit la médaille d'or de la Royal Geographical Society.
En novembre 1869, il entreprend un nouveau voyage vers le nord à travers l'Himalaya. Avec presque pas de provisions ou d'équipement, il parcourt en plein hiver près de 300 milles jusqu'à Gilgit. La traversée hivernale prend plus de deux mois au lieu de dix à vingt jours lorsque les cols sont dégagés.
Lors de ce voyage, il doit traverser une zone de guerre entre les Cachemiris hindous et le Dardistan musulman. À la recherche d'une nouvelle approche du Pamir, il explore la vallée de Yasin et se lie d'amitié avec Mir Wali qui le convainc qu'il est impossible de traverser l'Hindou Kouch avant le dégel estival.
Il revient en Inde, traversant à nouveau l'Himalaya sans ravitaillement en plein hiver. À son retour, il écrit une lettre à un journal de Calcutta décrivant les atrocités que les Cachemiris avaient commises contre les habitants de Yasin. La publication de cette lettre provoque une petite tempête politique, car le maharaja du Cachemire, Ranbir Singh, est alors un proche allié et vassal britannique. Du fait de l'écho négatif reçu par cette lettre, Hayward rompt ses liens avec la Royal Geographical Society.
En juin 1870, il se dirige de nouveau vers le nord, les cols de montagne étant dégagés. Il traverse le territoire du Cachemire et atteint Gilgit sans difficulté. À la mi-juillet, il arrive à Yasin et se dirige vers le col de Darkot, au pied de la vallée. Il est alors sur le point d'atteindre l'Amou-Daria et le Pamir. Le matin du 18 juillet 1870, il reste éveillé toute la nuit après avoir appris qu'il pourrait être attaqué. Vers l'aube, il s'endort et est capturé. Ses mains sont liées dans son dos et il est traîné dans les bois où il est assassiné.

## Controverses concernant son meurtre
La controverse et le mystère entoure la mort de Hayward. D'après certains, son ami Mir Wali aurait arrangé sa mort sur ordre d'Aman ul-Mulk (en),.
Une autre version - qui convient moins aux Britanniques - prétend que le maharaja du Cachemire, Ranbir Singh, aurait organisé la mort de Hayward pour se venger de sa lettre sur les atrocités que ses hommes avaient causées au Dardistan.

## Postérité
Le corps de Hayward a ensuite été retrouvé par un soldat cachemiri sous un petit tas de pierres, ramené à Gilgit, et enterré dans un verger qui est devenu plus tard le cimetière chrétien de la ville. Sa pierre tombale, payée par le maharaja du Cachemire, est rédigée comme suit : « À la mémoire de G.W. Hayward, médaillé d'or de la Royal Geographical Society de Londres, qui a été cruellement assassiné à Darkot, le 18 juillet 1870, lors de son voyage pour explorer la steppe du Pamir. Ce monument est érigé à un vaillant officier et voyageur accompli à la demande de la Royal Geographical Society. »
Dans les années 1930, le colonel Reginald Schomberg (en), un voyageur britannique, passe par Darkot et déclare que des familles locales possèdent toujours le pistolet, le télescope et la selle de Hayward.
Une vente aux enchères à Londres vend six aquarelles topographiques de Hayward dans les années 1950 qui ont été retrouvées dans le bazar de Bombay.
Henry Newbolt a écrit le poème He Fell Among Thieves (Il est tombé parmi les voleurs) sur la mort de Hayward.
Une biographie de Hayward, intitulée Murder in the Hindu Kush: George Hayward and the Great Game, par l'écrivain de voyage Tim Hannigan a été publiée par The History Press (en) en 2011. Son histoire est également brièvement abordée dans Le Grand Jeu de Peter Hopkirk.